# Arkadiusz Głowacki
Pour les articles homonymes, voir Głowacki.
Arkadiusz Rafał Głowacki, né le 13 mars 1979 à Poznań, est un footballeur polonais. Il est défenseur.

## Carrière

### Palmarès
- Champion de Pologne : 2001, 2003, 2004, 2005, 2008, 2009
- Vainqueur de la Coupe de la Ligue polonaise : 2001
- Vainqueur de la Supercoupe de Pologne : 2001
- Vainqueur de la Coupe de Pologne : 2002, 2003